# 祖納 (竹富町)
祖納（そない）は日本の南西諸島、沖縄県八重山郡竹富町の歴史的地名。
現在、小字としての「祖納」という地名は廃止されており、西表島北西部のいくつかの地域と併せて「沖縄県八重山郡竹富町字西表」の一部となっている。

## 概要
西表島北西部、祖納岳の麓に拡がる祖納集落は東部の古見と共に、島内にある集落の中では早くから開けた地域である。15世紀には沖合の外離島で生まれた豪族・慶来慶田城用緒が当地を拠点として西表西部と石垣島に勢力を拡大し、1500年にオヤケアカハチの乱が鎮圧された後は首里の王府より「西表首里大屋子」の官職を与えられた。
16世紀前半の祖納には現在の上原までを範囲とする西表村と西側の船浮・網取や南部の鹿川までを範囲とする慶太城の2箇村を監督する番所が置かれていたが、後に網取や鹿川は崎山に新設された番所へ割譲され船浮より東が新たに「西表村」とされ、祖内に隣接する干立より北は「西表村」から「上原村」へ改称された。沖縄県指定文化財となっている新盛家住宅は、19世紀半ばに建設された県内に現存する最古の茅葺屋根住宅である。
20世紀半ばまでは西表島西部の中心地であった祖納であるが、現在は20世紀初頭に廃村となった後に再興され石垣島との定期航路の発着点となった上原に交通・経済の中心が移っている。
伝統行事として、毎年10月に500年以上の歴史を持つ節祭が隣接する干立（「星立」とも）地区と共に開催される。

## 名所・旧跡・施設
- 新盛家住宅
- 竹富町立西表小中学校
- 西表島郵便局
- 沖縄県立八重山病院西表西部診療所
- 祖納テレビ中継局

- 西表島郵便局
- 西表西部診療所